# El Anonal, Motozintla
El Anonal är en ort i Mexiko.   Den ligger i kommunen Motozintla och delstaten Chiapas, i den sydöstra delen av landet, 900 km sydost om huvudstaden Mexico City. El Anonal ligger 1 506 meter över havet och antalet invånare är 128.
Terrängen runt El Anonal är bergig söderut, men norrut är den kuperad. Runt El Anonal är det ganska tätbefolkat, med 134 invånare per kvadratkilometer. Närmaste större samhälle är Motozintla de Mendoza, 10,8 km norr om El Anonal. I omgivningarna runt El Anonal växer i huvudsak städsegrön lövskog.